# NGC 1672
NGC 1672は、かじき座の方角に存在する棒渦巻銀河である。かつてはかじき座群に属していると考えられたが、現在では否定されている。NGC1672は、2万パーセクにも及ぶと推定される長い棒を持つ。核や棒、腕からは強い放射線を発している。核はセイファート2型に分類され、スターバーストの領域に囲まれている。最も強い偏光放射は、ダストレーンの上流に位置する北東部に由来している。磁界は棒に対して大きな角度を持っており、中心に向かっている。

## 一般的な構造
銀河の中央には、明るい棒と、棒の末端から外側に向かう4つの繊維状の渦状腕を持つ。渦状腕は非対称で、ディスクの北東に位置する腕はその他に比べて非常に明るい。渦状腕には多くの星形成領域が見られ、大きいものは4分にもなる。

## 核
NGC1672の核の分類ははっきり分かっていない。ほとんどの銀河は、そのスペクトル型により、以下の3つの異なるタイプのうちどれか分類される。
- HII核は、銀河系の星形成領域とよく似たスペクトルを持ち、核の中で星形成が行われていると見られている。
- セイファート核は、中心に大質量ブラックホールを持つ活動銀河である。
- ライナー核は、弱くイオン化されたガスのためスペクトル線の消失が見られる。星形成領域かブラックホールがあると考えられている。

NGC1672は、このどれとも完全に一致せず、中間的な状態だと考えられている。実際に、核に星形成領域を含む活動銀河である。紫外線の観測によると、星形成領域は放射の源になっている。